# Psacadoptera
Psacadoptera is een geslacht van kevers uit de familie bladsprietkevers (Scarabaeidae). Het geslacht werd voor het eerst wetenschappelijk beschreven in 1882 door Kraatz.

## Soorten
- Psacadoptera arborescens (Vigors, 1825)
- Psacadoptera bousqueti Rigout, 1992
- Psacadoptera leucomelona (Gory & Percheron, 1833)
- Psacadoptera marginata Schürhoff, 1935
- Psacadoptera simoni (Janson, 1877)
- Psacadoptera velutina Péringuey, 1886